# Mercedes-Benz W 154

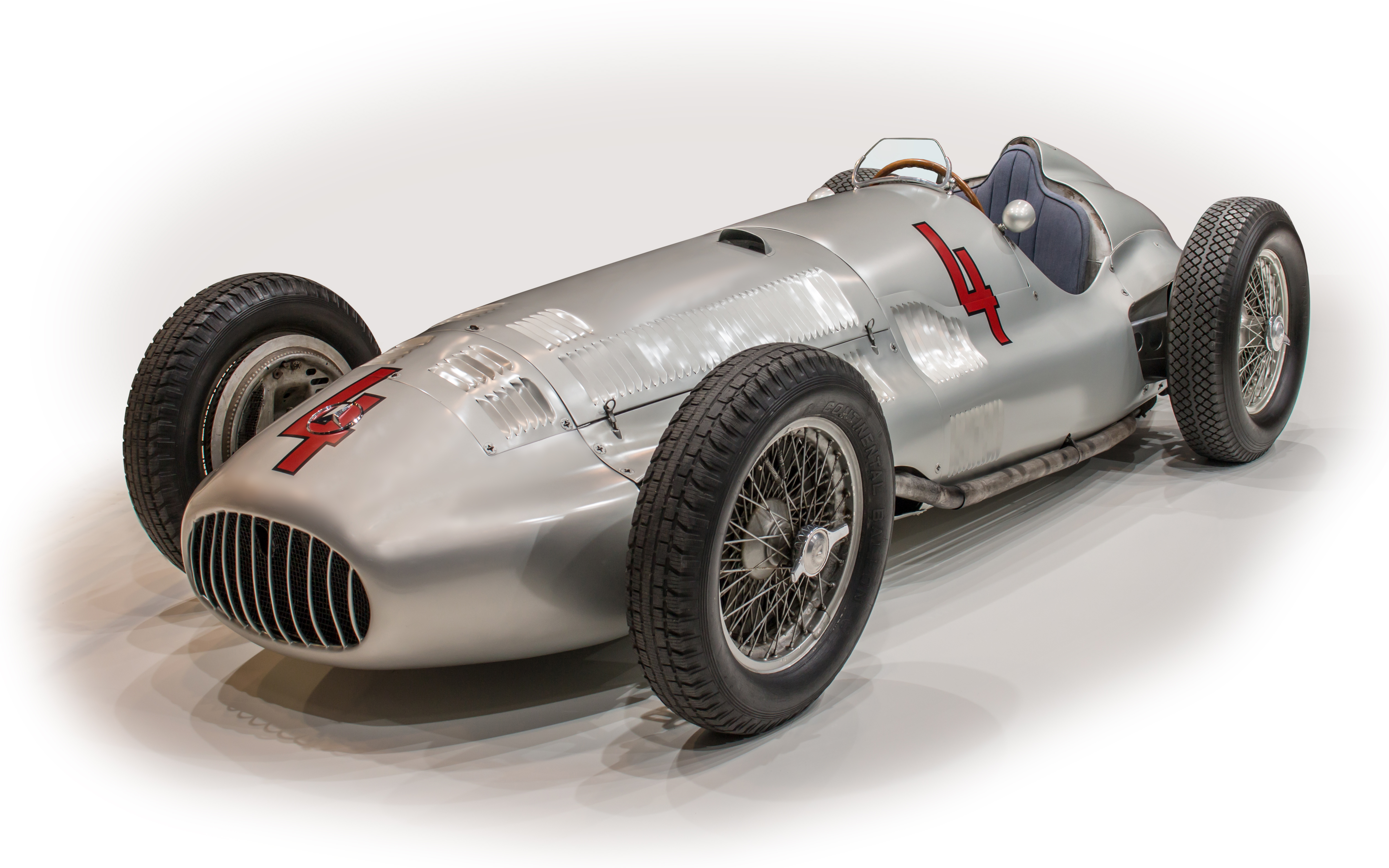
Mercedes-Benz W 154

Der Mercedes-Benz W 154 war ein Rennwagen der Daimler-Benz AG, der 1938 entsprechend der ab diesem Jahr gültigen Hubraumformel einen aufgeladenen 3-Liter-Motor erhielt. Er war der Nachfolger des Mercedes-Benz W 125.

## Allgemeines
Der Wagen hatte einen vorn liegenden Zwölfzylinder-V-Motor (Typ M 163), der von zwei Roots-Gebläsen mit einem Druck von bis zu 2,2 bar aufgeladen wurde (später Zweistufengebläse); anfängliche Leistung ungefähr 450 PS (331 kW) bei 8000/min (1938). Das V-Triebwerk war wesentlich niedriger als der Reihen-8-Zylinder des W 125, sodass der W 154 deutlich flacher und strömungsgünstiger als sein Vorgänger war. Die Höchstgeschwindigkeit mit Nürburgringübersetzung lag bei 310 km/h und erreichte fast den Wert des wesentlich stärkeren W 125.
Das Fahrzeug verbrauchte etwa 1 Liter eines speziellen Kraftstoffs pro Kilometer. Deswegen hatte der W 154 eine Tankkapazität von 400 Litern. Um die Gewichtsverteilung des Wagens bei sinkendem Kraftstoffvorrat gleichmäßig zu halten, war ein Tank im Heck und ein zweiter (180 Liter) vor dem Fahrer bzw. zwischen Cockpit und Motor eingebaut.
Das Schaltgetriebe befand sich (wie beim W 125) an der Hinterachse. Damit die Sitzposition des Fahrers und der Schwerpunkt des Wagens möglichst tief lagen, war der Motor nach hinten geneigt und schräg zur Mittelebene des Fahrzeugs eingebaut. Daher konnte die Kardanwelle vom Motor zum Getriebe nicht in der Mitte, sondern seitlich neben dem Fahrersitz platziert werden.
Siehe auch: Silberpfeil

## Technische Daten
| Mercedes-Benz W 154   | Technische Daten                                                                           |
| --------------------- | ------------------------------------------------------------------------------------------ |
| Motor (Typ M 163)     | Zwölfzylinder-V-Motor (60° Bankwinkel)                                                     |
| Bohrung × Hub         | 67 × 70 mm                                                                                 |
| Hubraum               | 2962 cm³                                                                                   |
| Leistung              | 353 kW (480 PS) bei 7800/min                                                               |
| Ventilsteuerung       | zwei obenliegende Nockenwellen je Zylinderbank, Antrieb durch Zahnräder (Stirnradgetriebe) |
| Ventile               | Vier je Zylinder (2 Einlass, 2 Auslass)                                                    |
| Aufladung             | zwei Roots-Gebläse, ab 1939 ein zweistufiges Gebläse                                       |
| Schmierung            | Trockensumpf                                                                               |
| Kühlung               | Wasser                                                                                     |
| Getriebe              | 5-Gang                                                                                     |
| Fahrgestell           | Rohrrahmen                                                                                 |
| Radaufhängung vorn    | Doppelquerlenker mit Schraubenfedern                                                       |
| Radaufhängung hinten  | De-Dion-Achse mit längs liegenden Drehstäben und Schubstreben                              |
| Stoßdämpfer           | hydraulische Stoßdämpfer                                                                   |
| Bremsen               | hydraulisch betätigte Trommelbremsen                                                       |
| Radstand              | 2725 mm                                                                                    |
| Spurweite vorn/hinten | 1475/1400 mm                                                                               |
| Trockengewicht        | ca. 900 kg                                                                                 |
| Höchstgeschwindigkeit | ca. 310 km/h (mit „Nürburgring“-Übersetzung)                                               |

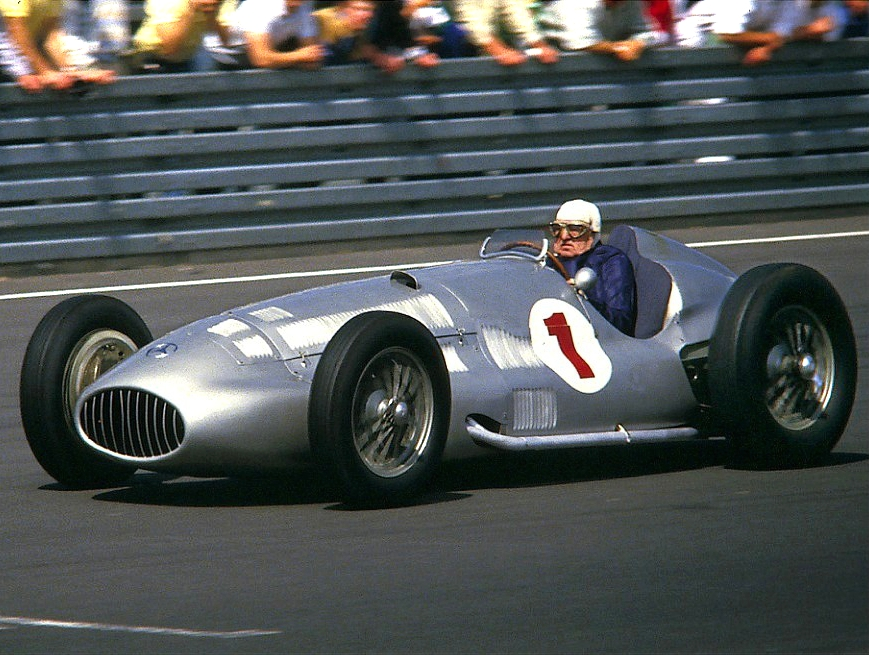
Hermann Lang 1986 im W 154

 Die technischen Angaben in den unten genannten Quellen differieren geringfügig. 

## Die Erfolge des W 154
Der Wagen gewann mit den Fahrern Rudolf Caracciola, Hermann Lang und Manfred von Brauchitsch drei der vier Grandes Épreuves zur Grand-Prix-Europameisterschaft 1938 und Rudolf Caracciola wurde mit ihm zum dritten Mal Europameister. 1939 siegte der W 154 in vier Grandes Épreuves ebenfalls dreimal. Hermann Lang, der im selben Jahr auch mit dem W 165 den Gran Premio di Tripoli für Rennwagen der Voiturette-Klasse gewann und zum Europameister erklärt wurde. Nach dem Krieg startete der W 154 noch zweimal in Buenos Aires (18. und 25. Februar 1951) und belegte mit Lang und Fangio bzw. Kling und Lang jeweils den zweiten und dritten Platz.

Mercedes-Benz W 154 II (1939) – Original aus der Sammlung Schlumpf
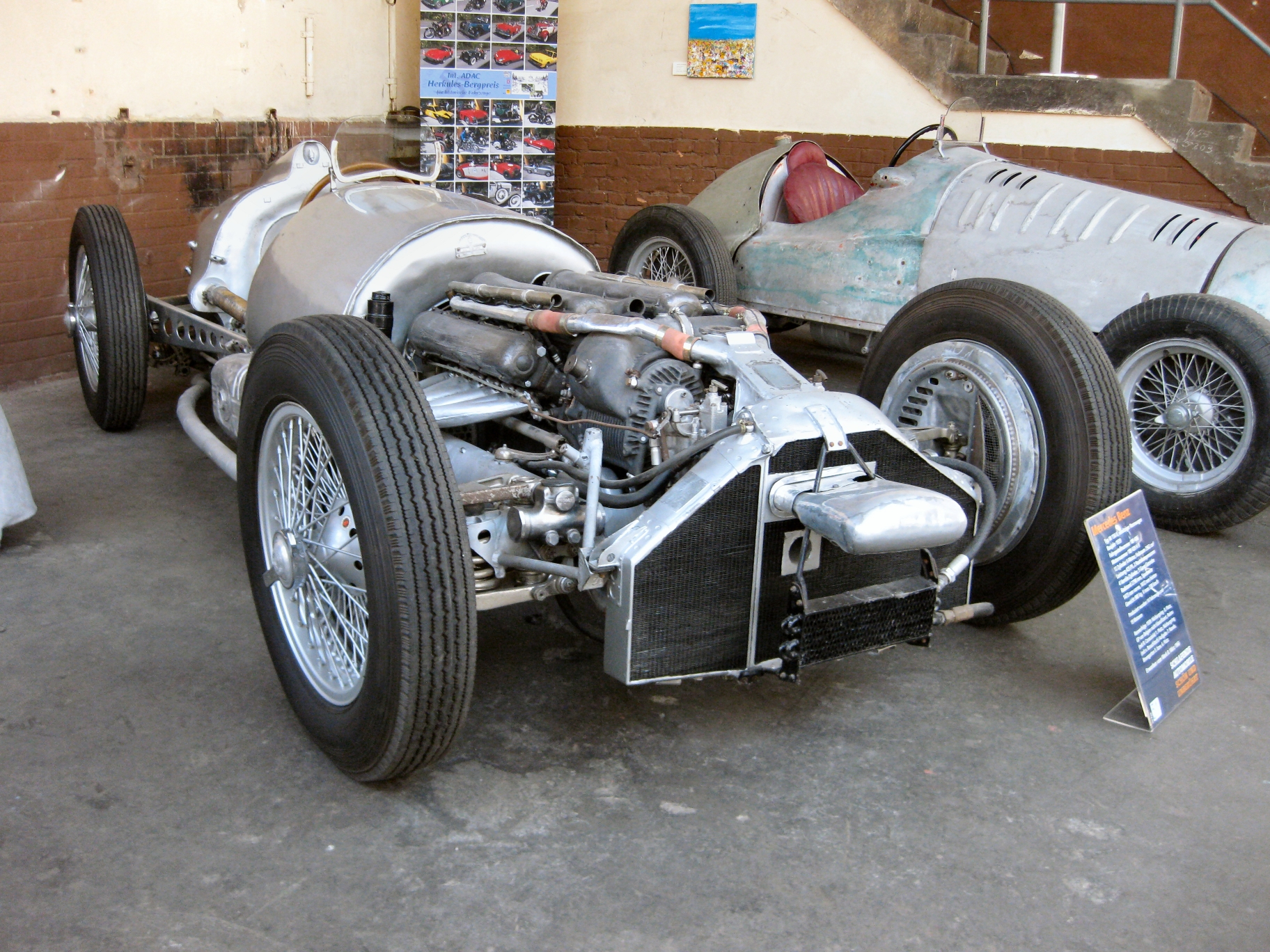
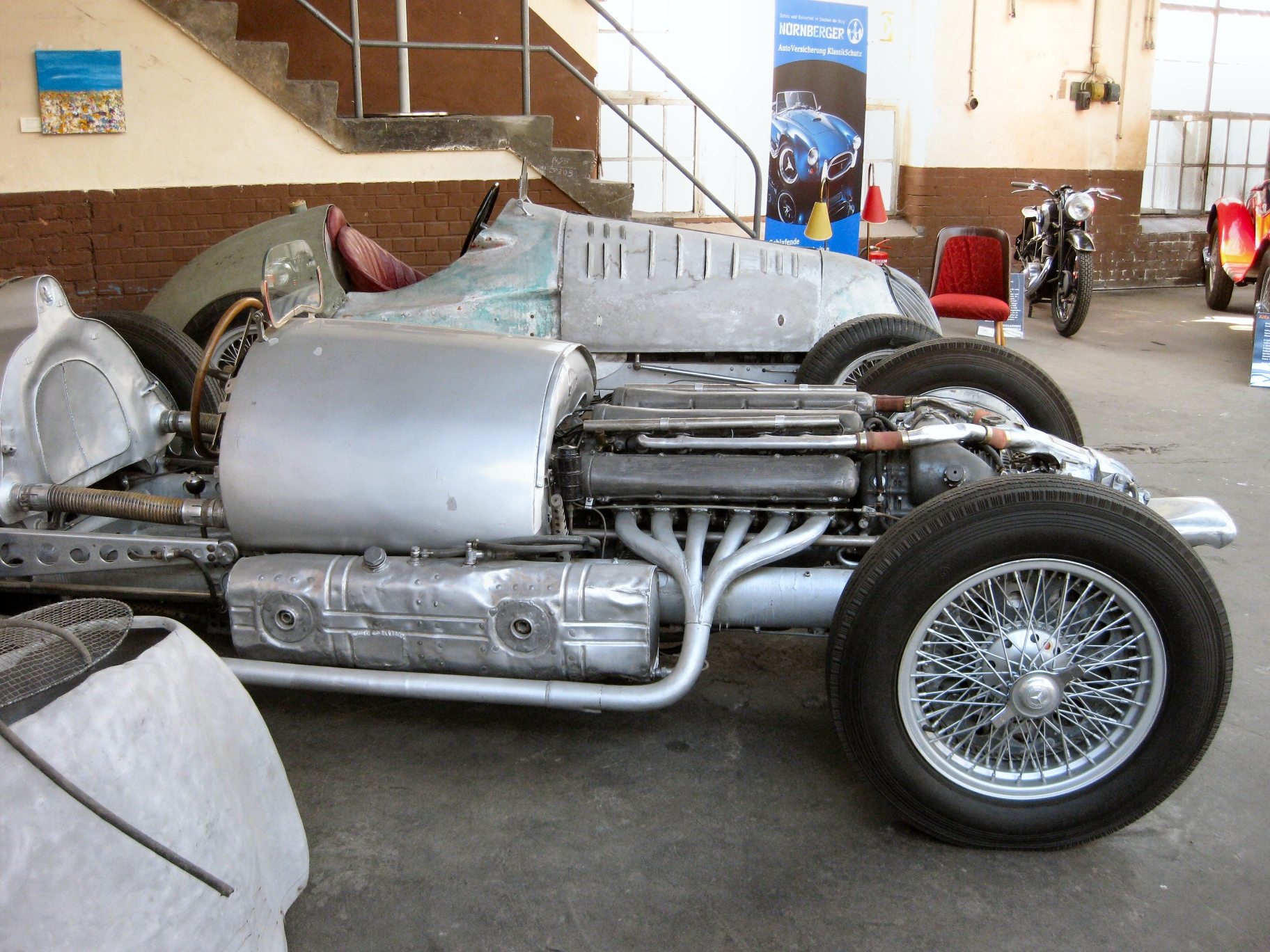
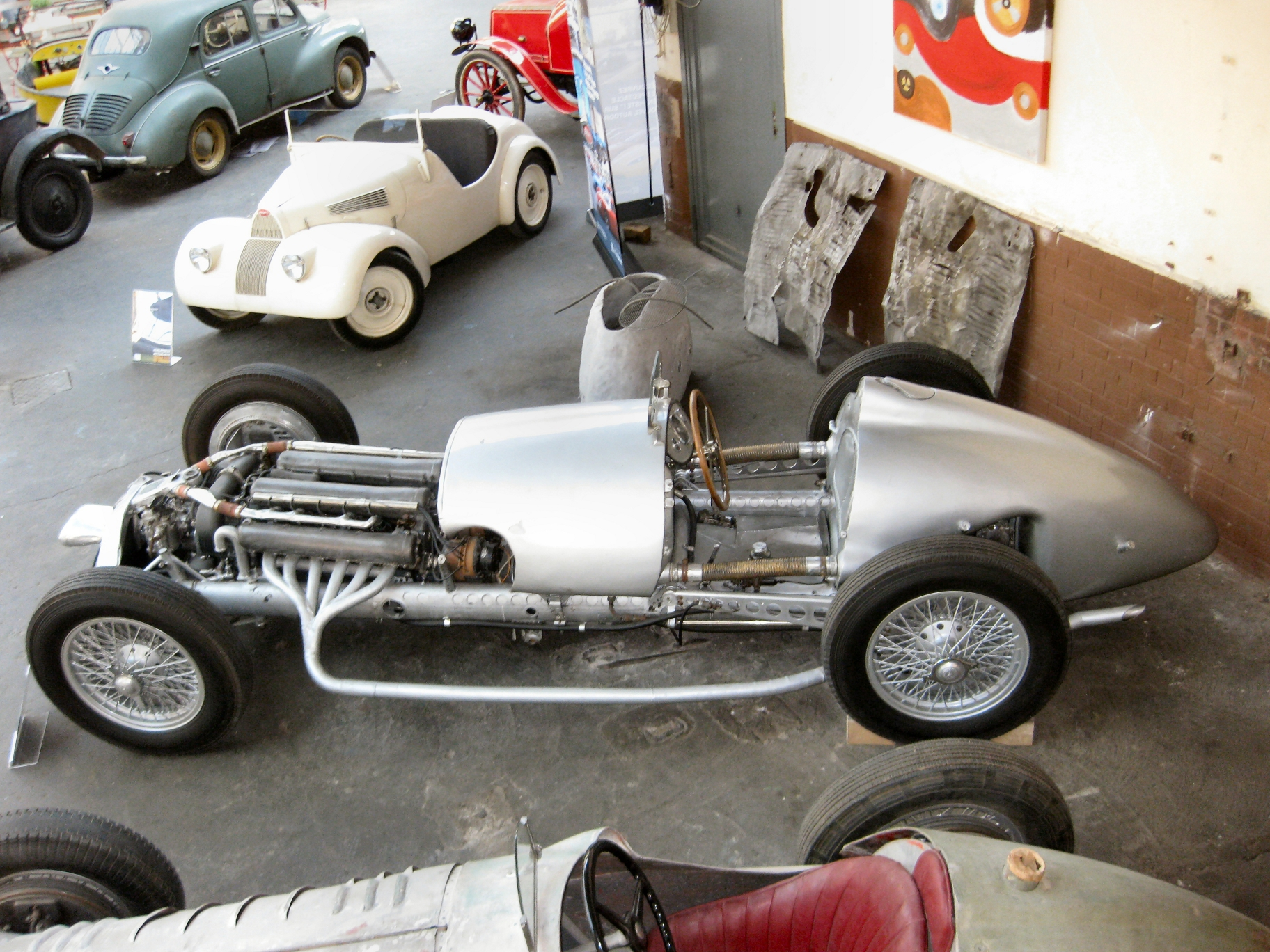
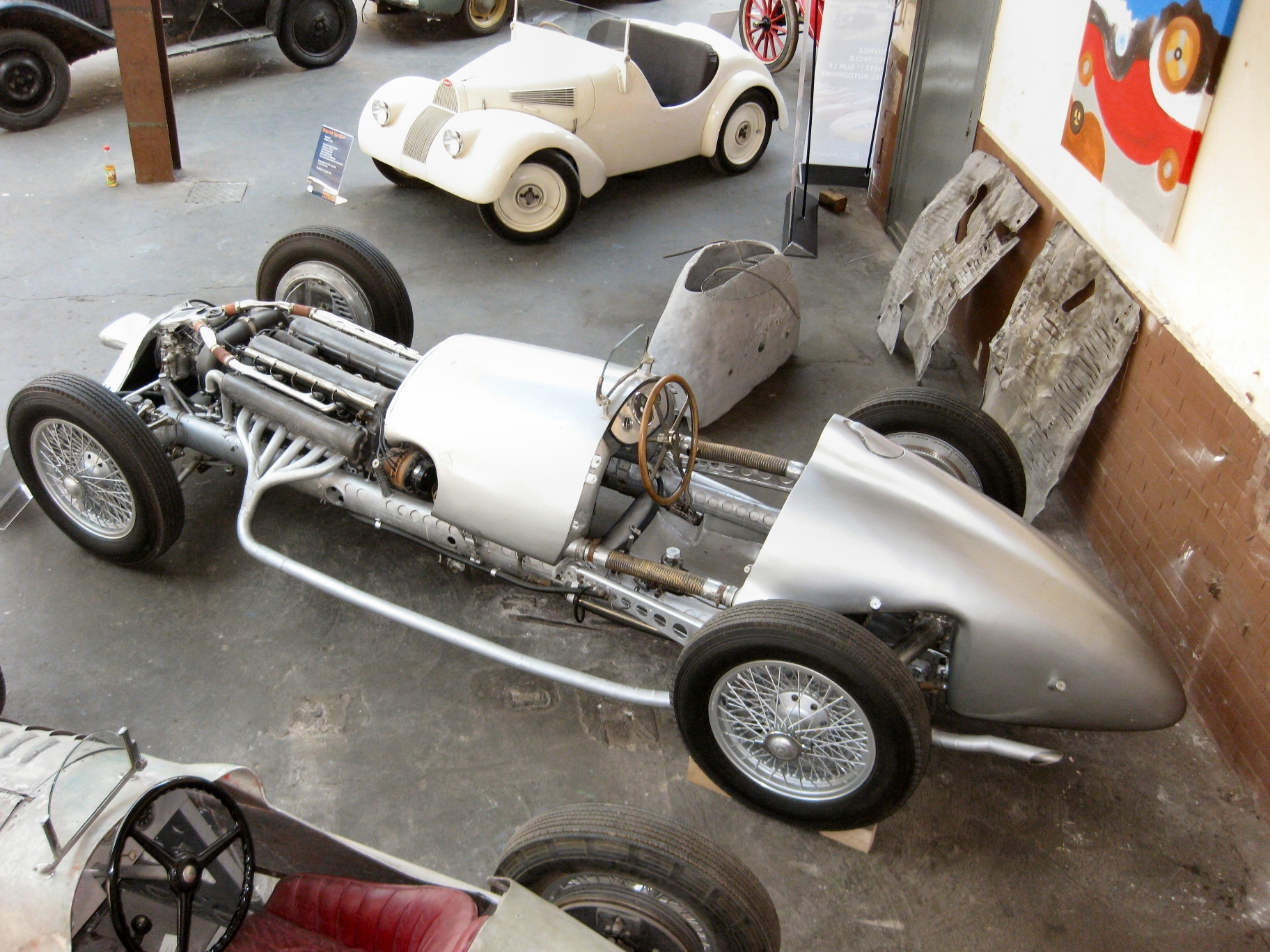
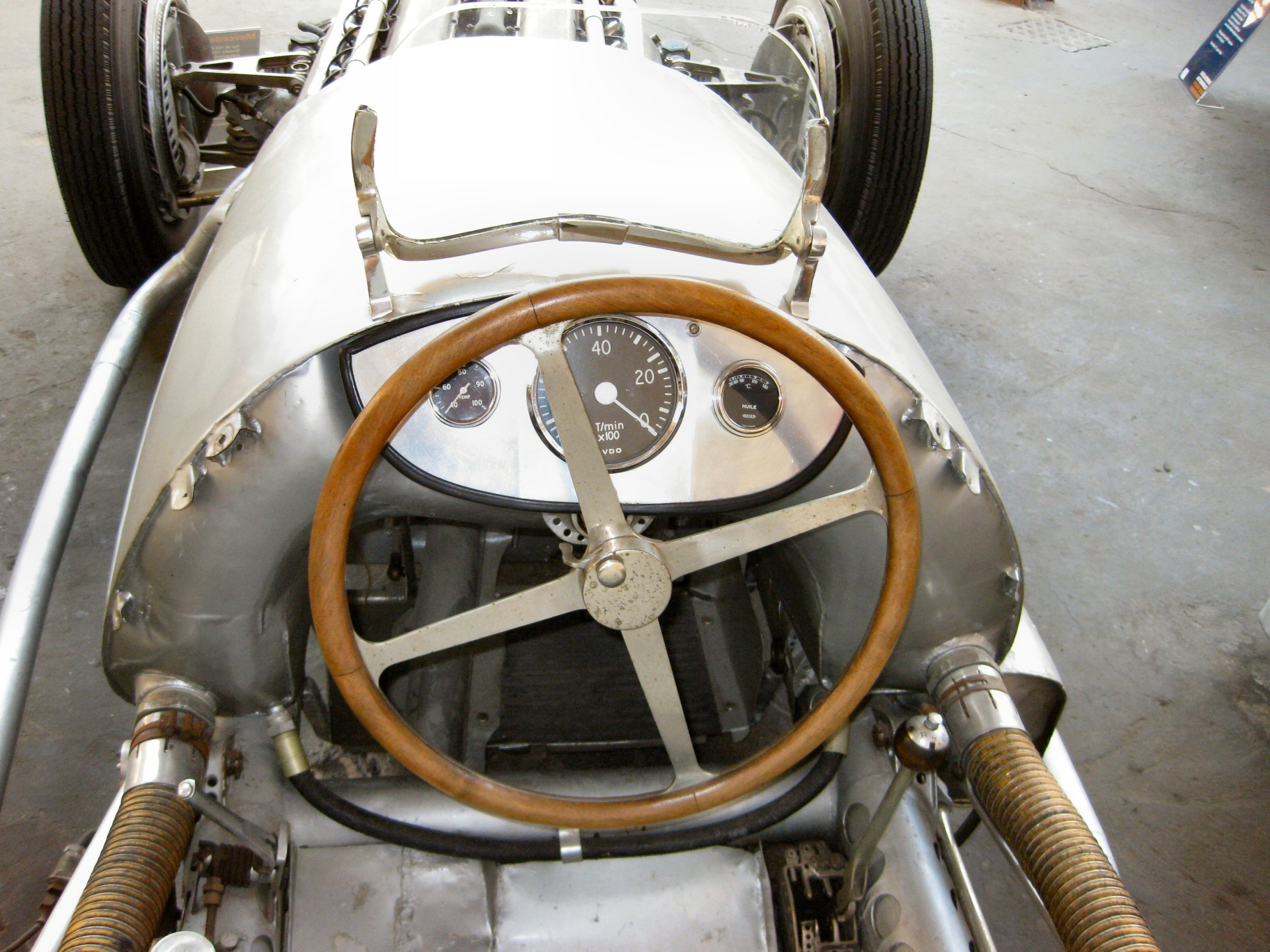
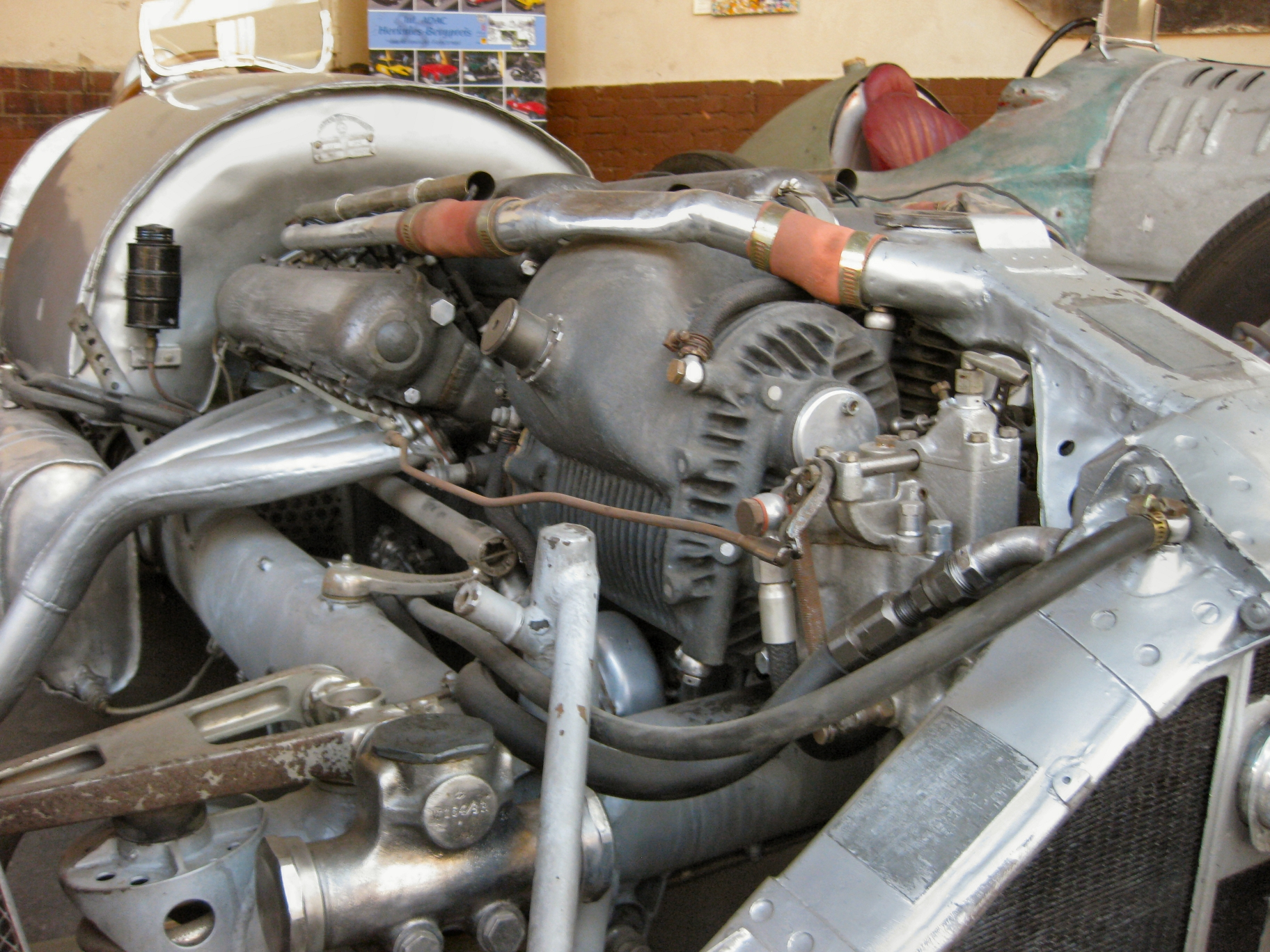
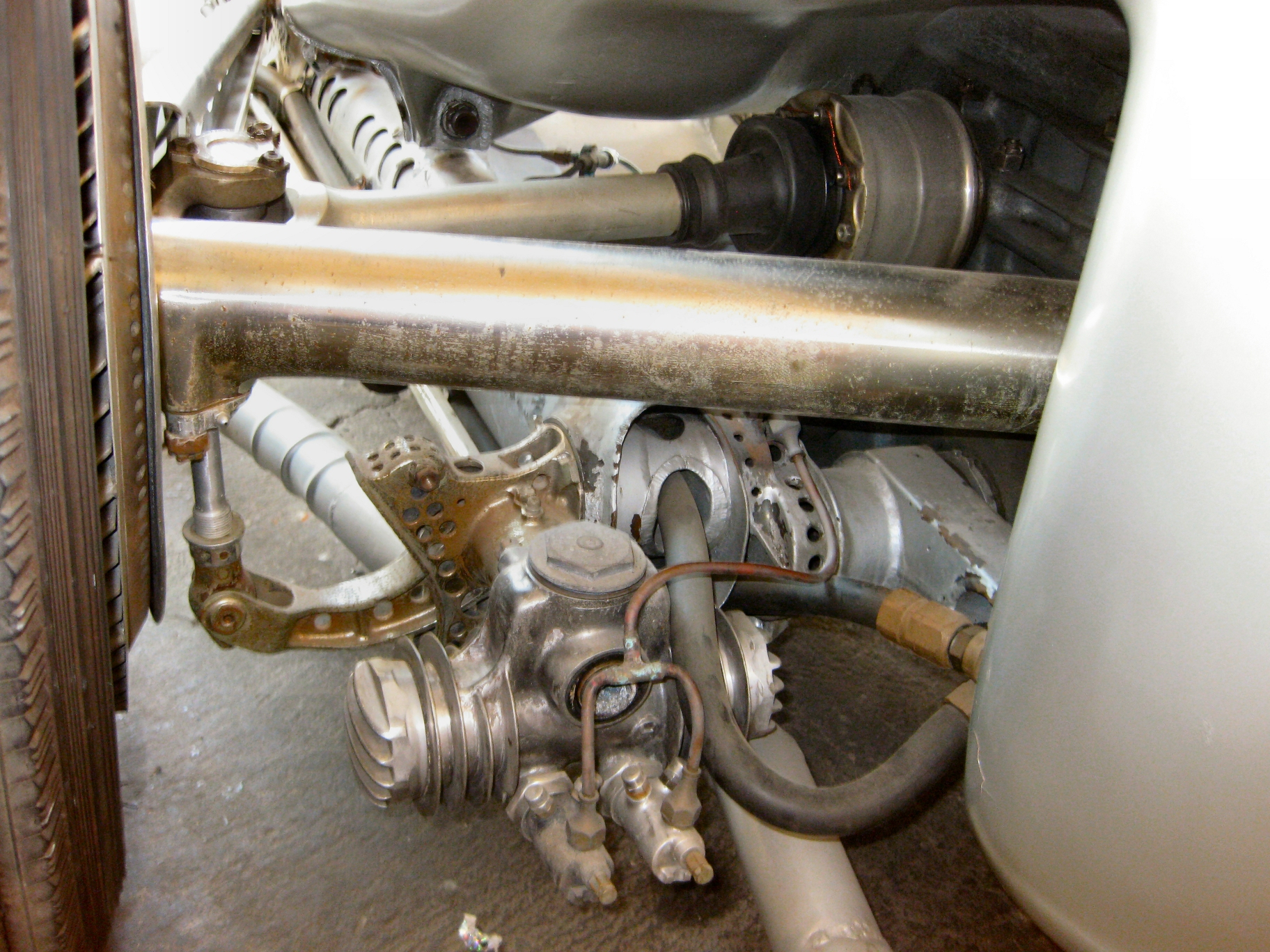